# Кошмак (зупинний пункт)
Кошмак — зупинний пункт Шевченківської дирекції Одеської залізниці на лінії Миронівка — Знам'янка між станціями Таганча та Сотники. Розташований у Корсунь-Шевченківському районі Черкаської області неподалік від сел Кошмак, Вільхівчик, Миропілля та Черепин.
У 1964 році зупинний пункт електрифіковано змінним струмом (~25 кВ) в складі дільниці Миронівка — Імені Тараса Шевченка.

## Пасажирське сполучення
На зупинному пункті Кошмак здійснюють зупинку потяги приміського сполучення.
Маршрути потягів приміського сполучення (2 пари на день):
- Миронівка — Цвіткове;
- Миронівка — ім. Тараса Шевченка.

До 1993 року курсував прямий електропоїзд Київ — Цвіткове, однак з тих пір був скасований. Нині до столиці існує можливість потрапити лише з пересадкою на станції Миронівка.